# П'яноро
П'яноро (італ. Pianoro) — муніципалітет в Італії, у регіоні Емілія-Романья,  метрополійне місто Болонья.
П'яноро розташовані на відстані близько 300 км на північ від Рима, 13 км на південь від Болоньї.
Населення — 17 461 особа (2014).
Щорічний фестиваль відбувається 15 серпня. Покровителька — Богородиця Небовзята.

## Демографія
Населення за роками:

Станом на 1 січня 2023 року в муніципалітеті офіційно проживало 1579 іноземців з 79 країн, серед них 505 громадян країн Євросоюзу та 102 громадяни України.

## Сусідні муніципалітети
- Болонья
- Лояно
- Монтеренціо
- Монцуно
- Оццано-делл'Емілія
- Сан-Лаццаро-ді-Савена
- Сассо-Марконі